# 4997 Ksana
4997 Ksana este un asteroid din centura principală, descoperit pe 6 octombrie 1986 de Liudmila Karacikina.